# Resolució 558 del Consell de Seguretat de les Nacions Unides
La Resolució 558 del Consell de Seguretat de les Nacions Unides, aprovada per unanimitat el 13 de desembre de 1984, després de recordar les resolucions 418 (1977) i 421 (1977), que van imposar un embargament d'armes obligatori a Sud-àfrica i va establir un comitè per controlar-lo, el Consell va subratllar la necessitat constant de que tots els Estats membres i les organitzacions internacionals respectin l'embargament d'armes.
El Consell també va demanar que els Estats i les organitzacions no rebessin armes fabricades per Sud-àfrica i vehicles militars, i va demanar al Secretari General de les Nacions Unides que informés sobre l'aplicació de la resolució a tot tardar 31 de desembre de 1985.